# Гаяліа
Гаяліа (англ. Hialeah) — місто (англ. city) в США, в окрузі Маямі-Дейд на південному сході штату Флорида, північнозахідне передмістя Маямі (за 16 км). Розташоване у Маямі-Дейдійському окрузі. Населення — 223 109 осіб (2020). 6-те найбільше місто Флориди. Місто заселене на 95% кубинцями.

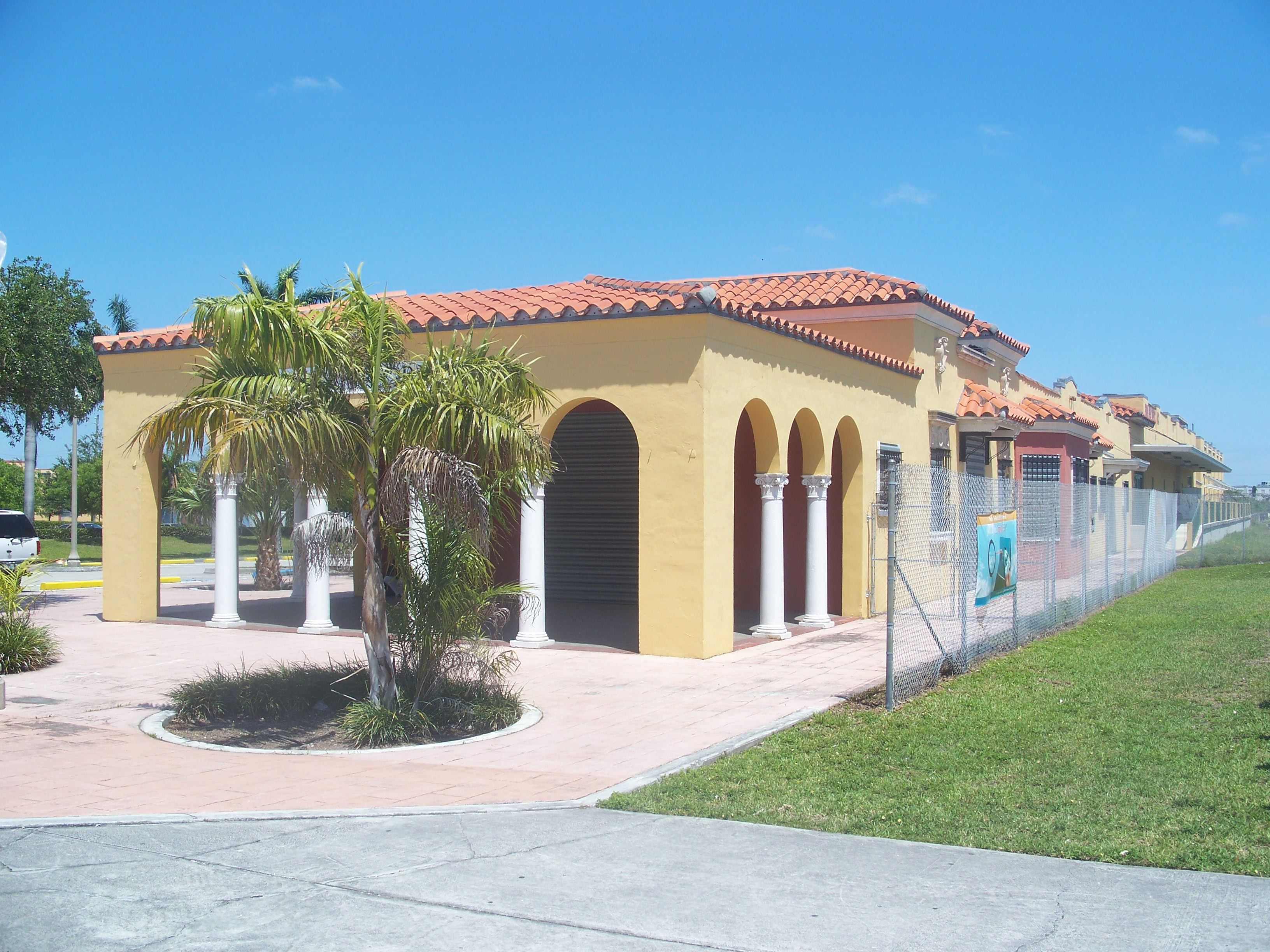
Залізнична станція Гаяліа

Назва значить «красива лука», або «вища лука».
Гаяліа пов'язана з Маямі Маямі метрорейл і Трі-рейл.

## Географія
Гаяліа розташована за координатами 25°52′12″ пн. ш. 80°18′10″ зх. д. / 25.87000° пн. ш. 80.30278° зх. д. (25.869941, -80.302865).  За даними Бюро перепису населення США в 2010 році місто мало площу 59,15 км², з яких 55,55 км² — суходіл та 3,60 км² — водойми.

## Демографія
Згідно з переписом 2010 року, у місті мешкало 224 669 осіб у 71 205 домогосподарствах у складі 55 558 родин. Густота населення становила 3798 осіб/км².  Було 74067 помешкань (1252/км²).
Расовий склад населення:
| - 92,6 % — білих - 2,7 % — чорних або афроамериканців - 0,4 % — азіатів - 0,1 % — корінних американців - 2,6 % — осіб інших рас |

До двох чи більше рас належало 1,6 %. Частка іспаномовних становила 94,7 % від усіх жителів.
За віковим діапазоном населення розподілялося таким чином: 19,1 % — особи молодші 18 років, 61,8 % — особи у віці 18—64 років, 19,1 % — особи у віці 65 років та старші. Медіана віку мешканця становила 42,2 року. На 100 осіб жіночої статі у місті припадало 93,2 чоловіків;  на 100 жінок у віці від 18 років та старших — 90,6 чоловіків також старших 18 років.
Середній дохід на одне домашнє господарство  становив 39 908 доларів США (медіана — 29 249), а середній дохід на одну сім'ю — 43 730 доларів (медіана — 33 723). Медіана доходів становила 27 024 долари для чоловіків та 24 001 долар для жінок. За межею бідності перебувало 27,1 % осіб, у тому числі 35,5 % дітей у віці до 18 років та 31,7 % осіб у віці 65 років та старших.
Цивільне працевлаштоване населення становило 101 023 особи. Основні галузі зайнятості: освіта, охорона здоров'я та соціальна допомога — 17,0 %, роздрібна торгівля — 14,4 %, виробництво — 10,6 %, науковці, спеціалісти, менеджери — 10,3 %.